# Le Carrefour des solitudes
Le Carrefour des solitudes est un roman de Christian Mégret publié en 1957 aux éditions René Julliard et ayant reçu la même année le prix Femina.

## Éditions
- Le Carrefour des solitudes, éditions Julliard, 1957.